# 80 миллионов
«80 миллио́нов» (пол. 80 milionów) — польский исторический фильм режиссёра Вальдемара Кшистека. Премьера состоялась 25 ноября 2011 года. Фильм выдвигался на 34-й Московский международный кинофестиваль.

## Сюжет
Фильм основан на реальных событиях. В 1981 году во Вроцлаве, за десять дней до введения в Польше военного положения, пятеро друзей — членов движения «Солидарность», организуют, во избежание конфискации, похищение из городского банка 80 миллионов злотых, принадлежащих профсоюзу, которые в дальнейшем пошли на финансирование «Солидарности».

## В ролях
- Филип Бобек — Владислав Фрасынюк.
- Марчин Босак — Макс.
- Войцех Соларш[пол.] — Станислав Хусковский.[пол.]
- Кшистоф Чечот[пол.] — Юзеф Пиньор.[пол.]
- Мацей Маковецкий[пол.] — Пётр Беднаж.[пол.]
- Пётр Гловацкий[пол.] — капитан Собчак.
- Агнешка Гроховска — Анка.
- Соня Бохосевич — сотрудник госбезопасности Черняк.
- Мариуш Бенуа — Збигнев Микош.[пол.]
- Ян Фрыч — майор Багиньский
- Мирослав Бака — воеводский комендант милиции.

## Номинации
В 2012 году фильм выдвигался на получение премии «Оскар» от Польши в номинации «Лучший фильм на иностранном языке».